# Tullio Bressan
Tullio Bressan (Zara, 1916 – Trieste, 16 luglio 2003) è stato un critico letterario, insegnante e saggista italiano.

## Biografia
Nato nel 1916 a Zara in Dalmazia, dal 1946 è vissuto a Trieste. Si è formato attraverso una appassionata ricerca autodidattica all'idealismo di Francesco De Sanctis e allo storicismo di Benedetto Croce.
Si è laureato in materie letterarie all'Università di Firenze allievo di Luigi Stefanini e di Ernesto Codignola.
Docente e sperimentatore nella scuola elementare e media, e consulente psicopedagogico, ha promosso studi di storia patria, indagini e ricerche di scienze pedagogiche, iniziative e convegni di varia letteratura e d'arte.
Ha fondato come presidente dell'Associazione Insegnanti Italiani del Friuli-Venezia Giulia il "Giornale della Scuola Triestina".
È stato anche il fondatore nel 1967 della rivista di letteratura giovanile comparata L'ora del racconto, organizzando le annesse biblioteche per ragazzi, centro studi, associazioni di lettori e le attività di animazione della letteratura.
Come critico ha organizzato incontri e convegni regionali e nazionali, ha promosso corsi di letteratura giovanile pubblicando centinaia di articoli e saggi, e organizzato corsi di giornalismo per ragazzi.
Come scrittore per ragazzi ha collaborato alla Rai del Friuli-Venezia Giulia.

## Opere principali
Saggistica
- La scuola attiva a Trieste (1954)
- Alla ricerca di una forma nella letteratura giovanile (1962)
- Cent'anni di letteratura giovanile regionale (1967)
- Atti dell'incontro internazionale di letteratura giovanile comparata (1975)
- Letteratura per l'infanzia e per la gioventù nel Friuli Venezia Giulia (Enciclopedia del F.V.G., 1978)
- Non ammazzate Pinocchio (Guida Ed, 1979)
- Sentieri di Luce (Edizioni L'ora del Racconto, 1984)

Opere per ragazzi
- Storia di Trieste e della Regione
- Castelli friulani e giuliani nella storia e nella leggenda (1960)
- Il romanzo di Paolo Diacono (1961)
- Storia di Muggia (1956)
- Storia di Trieste raccontata ai ragazzi, in tre fascicoli (Ia ed. 1957-1960, IIa ed. ill. 1970)
- Le meraviglie del Carso (1960)
- Teatro in classe (1980)
- La ballata di Tom (1981)